# Livre du Coeur d’amour épris

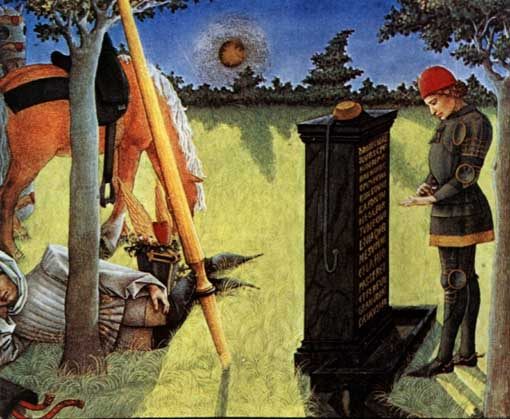
Rycerz przed zaklętym źródłem – miniatura z Livre du Coeur d’amour épris, Nationalbibliothek w Wiedniu

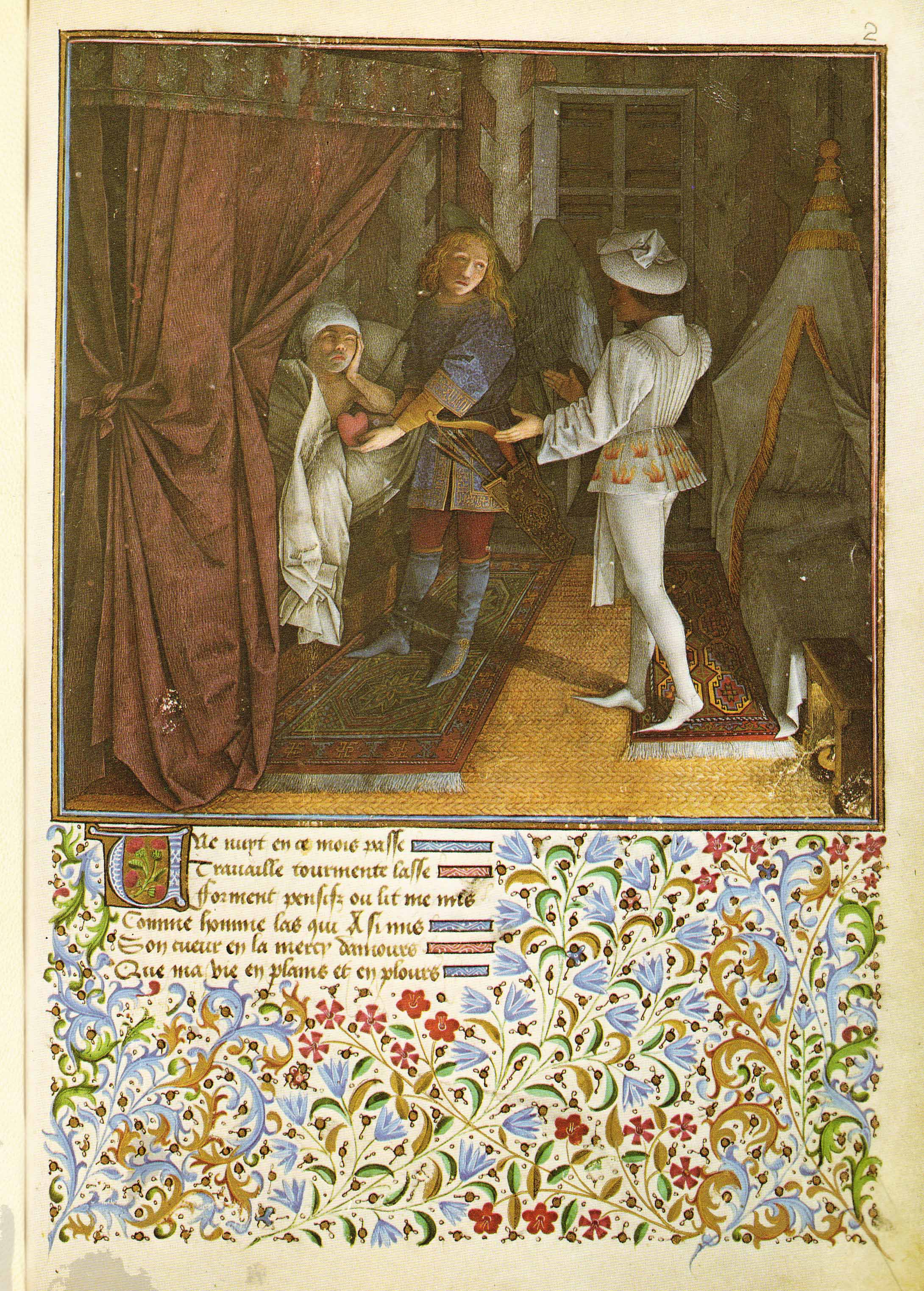
Bożek miłości w komnacie króla Rene – miniatura z Livre du Coeur d’amour épris, Nationalbibliothek w Wiedniu

Livre du Coeur d’amour épris – romans alegoryczny autorstwa króla René I Andegaweńskiego, napisany w 1457 roku.

## Romans
Król Rene swój romans napisał w 1457 roku, w okresie szczególnej popularności tego gatunku, zapoczątkowanej przez Opowieść o Róży. Livre du Coeur d’amour épris opisuje losy Serca (Coeur), porwanego przez bożka miłości i powierzonego Pożądaniu (Désir). Coeur jako błędny rycerz wyrusza na poszukiwania ukochanej Doulce Mercy, którą uwięziły Odmowa, Wstyd i Obawa. Coeur i Désir przeżywają wiele przygód i choć ostatecznie odnajdują Doulce Mercy, historia kończy się rozstaniem zakochanych.

## Manuskrypt
Jeden z iluminowanych rękopisów z tekstem romansu przechowywany jest obecnie w Nationalbibliothek w Wiedniu (MS 2597). Jego karty mają 29×20 cm, a miniatury zazwyczaj ok. 17×12 cm. Rękopis ozdobiony 16 miniaturami (na 25 kolejnych zostały przygotowane puste pola) był prawdopodobnie własnością samego króla Rene. Powstał ok. 1460 na jego dworze, raczej w Andegawenii niż w Prowansji. Iluminacje wykonał nieznany dziś autor, nazywany umownie Mistrzem Coeur d’amour épris, ale istnieją także próby zidentyfikowania go. Jedna z hipotez mówi, że autorem iluminacji był król Rene, o którym wiadomo, że zajmował się malarstwem. Inna zakłada, że iluminatorem był Barthélemy d’Eyck (P.Durrieu 1911). Antoni Ziemba autorstwo szesnastu miniatur z dwudziestu sześciu, przypisuje Mistrzowi Króla Rene
Miniatury charakteryzują się zindywidualizowanymi postaciami oraz wrażliwością na światło i barwę. Na przykładzie miniatury z rycerzem przy zaklętym źródle widać właśnie to wyczulenie autora na sprawy kolorytu i światłocienia. Oto przy źródle stoi Coeur; Désir leży uśpiony. Nad polaną o soczyście zielonej trawie wstaje słońce, rzucając na ziemię długie cienie. Z kolei scena z bożkiem miłości u króla Rene rozgrywa się w nocy przy sztucznym świetle. Jak pisze Krystyna Secomska, jest to zadziwiająco trafne i konsekwentne studium luministyczne – niemal bez precedensu w sztuce Quattrocenta. We Włoszech jedynie Piero della Francesca wykorzystał podobny efekt w słynnym „Śnie Konstantyna” w Arezzo. Brak jest jednak dowodów, by Mistrz Coeur d’amour épris znał to dzieło, więc nic nie stoi na przeszkodzie, aby uznać jego „nokturn” za samodzielny eksperyment artystyczny.